# Stortjärnen (Anundsjö socken, Ångermanland, 707326-158702)
Stortjärnen är en sjö i Örnsköldsviks kommun i Ångermanland och ingår i Moälvens huvudavrinningsområde.